# La Vieille-Loye
La Vieille-Loye est une commune française située dans le département du Jura, dans la région culturelle et historique de Franche-Comté et la région administrative Bourgogne-Franche-Comté.
Elle fait partie de la communauté de communes du Val d'Amour. 
Les citoyens de La Vieille-Loye sont nommés les Vieilogiens et les Vieilogiennes.

## Géographie
Cette commune du Val d'Amour est l'unique village situé au sein de la forêt de Chaux, deuxième forêt française de feuillus après la forêt d'Orléans, par la superficie, à l'époque de Royaume de France, avec vingt mille hectares. Cette forêt comporte de nombreux espaces « zone nature » (très protégés), et elle est traversée par un GR ; la vitesse sur les petites routes qui la traversent est limitée à 50 km/h.

### Climat
Pour des articles plus généraux, voir Climat de la Bourgogne-Franche-Comté et Climat du département du Jura.
En 2010, le climat de la commune est de type climat des marges montargnardes, selon une étude du Centre national de la recherche scientifique s'appuyant sur une série de données couvrant la période 1971-2000. En 2020, Météo-France publie une typologie des climats de la France métropolitaine dans laquelle la commune est exposée à un climat semi-continental et est dans la région climatique  Jura, caractérisée par une forte pluviométrie en toutes saisons (1 000 à 1 500 mm/an), des hivers rigoureux et un ensoleillement médiocre. 
Pour la période 1971-2000, la température annuelle moyenne est de 10,5 °C, avec une amplitude thermique annuelle de 17,2 °C. Le cumul annuel moyen de précipitations est de 1 102 mm, avec 12,7 jours de précipitations en janvier et 9,1 jours en juillet. Pour la période 1991-2020, la température moyenne annuelle observée sur la station météorologique de Météo-France la plus proche, « Dole », sur la commune de Dole à 12 km à vol d'oiseau, est de 11,6 °C et le cumul annuel moyen de précipitations est de 1 023,0 mm. 
La température maximale relevée sur cette station est de 40 °C, atteinte le 31 juillet 2020 ; la température minimale est de −24 °C, atteinte le 10 janvier 1985,,. 
Les paramètres climatiques de la commune ont été estimés pour le milieu du siècle (2041-2070) selon différents scénarios d'émission de gaz à effet de serre à partir des nouvelles projections climatiques de référence DRIAS-2020. Ils sont consultables sur un site dédié publié par Météo-France en novembre 2022.

## Urbanisme

### Typologie
Au 1er janvier 2024, La Vieille-Loye est catégorisée commune rurale à habitat dispersé, selon la nouvelle grille communale de densité à sept niveaux définie par l'Insee en 2022.
Elle est située hors unité urbaine. Par ailleurs la commune fait partie de l'aire d'attraction de Dole, dont elle est une commune de la couronne,. Cette aire, qui regroupe 87 communes, est catégorisée dans les aires de 50 000 à moins de 200 000 habitants,.

### Occupation des sols
L'occupation des sols de la commune, telle qu'elle ressort de la base de données européenne d’occupation biophysique des sols Corine Land Cover (CLC), est marquée par l'importance des forêts et milieux semi-naturels (70 % en 2018), une proportion identique à celle de 1990 (70 %). La répartition détaillée en 2018 est la suivante : 
forêts (69,6 %), prairies (16 %), zones urbanisées (8,2 %), zones agricoles hétérogènes (5,7 %), milieux à végétation arbustive et/ou herbacée (0,4 %). L'évolution de l’occupation des sols de la commune et de ses infrastructures peut être observée sur les différentes représentations cartographiques du territoire : la carte de Cassini (XVIIIe siècle), la carte d'état-major (1820-1866) et les cartes ou photos aériennes de l'IGN pour la période actuelle (1950 à aujourd'hui).

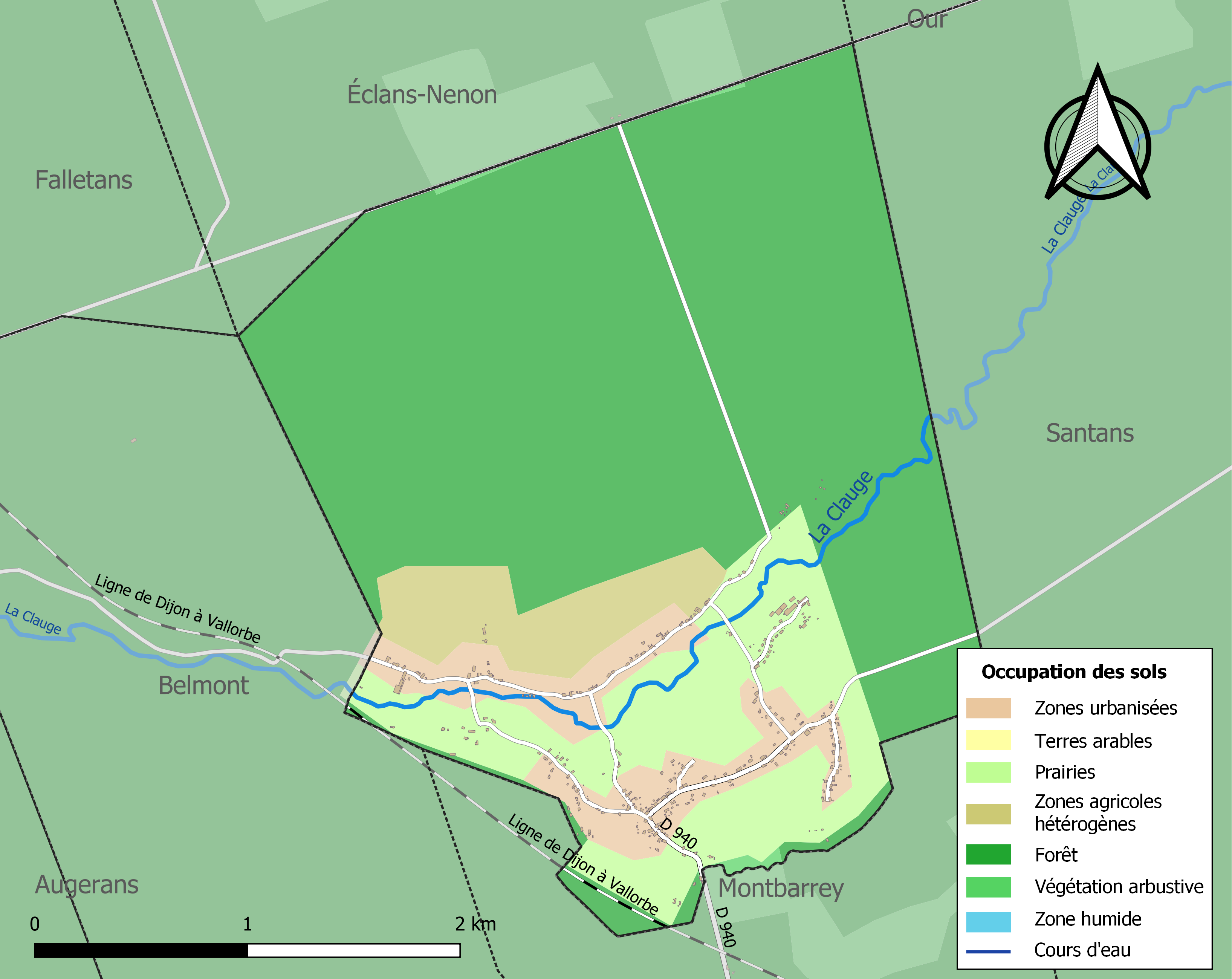
Carte des infrastructures et de l'occupation des sols de la commune en 2018 (CLC).

## Politique et administration
| Période   | Période  | Identité      | Étiquette | Qualité                                                               |
| --------- | -------- | ------------- | --------- | --------------------------------------------------------------------- |
| mars 2001 | En cours | Alain Bigueur | DVG       | Employé Ancien conseiller général du Canton de Montbarrey (1998-2015) |

## Démographie
L'évolution du nombre d'habitants est connue à travers les recensements de la population effectués dans la commune depuis 1793. Pour les communes de moins de 10 000 habitants, une enquête de recensement portant sur toute la population est réalisée tous les cinq ans, les populations de référence des années intermédiaires étant quant à elles estimées par interpolation ou extrapolation. Pour la commune, le premier recensement exhaustif entrant dans le cadre du nouveau dispositif a été réalisé en 2004.

En 2022, la commune comptait 395 habitants, en évolution de −3,19 % par rapport à 2016 (Jura : −0,81 %, France hors Mayotte : +2,11 %).
| 1793 | 1800 | 1806 | 1821 | 1831 | 1836 | 1841 | 1846 | 1851 |
| ---- | ---- | ---- | ---- | ---- | ---- | ---- | ---- | ---- |
| 558  | 557  | 673  | 698  | 730  | 742  | 749  | 703  | 691  |

| 1856 | 1861 | 1866 | 1872 | 1876 | 1881 | 1886 | 1891 | 1896 |
| ---- | ---- | ---- | ---- | ---- | ---- | ---- | ---- | ---- |
| 708  | 691  | 648  | 647  | 606  | 615  | 620  | 593  | 567  |

| 1901 | 1906 | 1911 | 1921 | 1926 | 1931 | 1936 | 1946 | 1954 |
| ---- | ---- | ---- | ---- | ---- | ---- | ---- | ---- | ---- |
| 564  | 570  | 561  | 522  | 553  | 600  | 382  | 438  | 362  |

| 1962 | 1968 | 1975 | 1982 | 1990 | 1999 | 2004 | 2006 | 2009 |
| ---- | ---- | ---- | ---- | ---- | ---- | ---- | ---- | ---- |
| 390  | 344  | 325  | 309  | 358  | 345  | 363  | 369  | 374  |

| 2014 | 2019 | 2022 | - | - | - | - | - | - |
| ---- | ---- | ---- | - | - | - | - | - | - |
| 404  | 395  | 395  | - | - | - | - | - | - |

## Lieux et monuments

### Voies
| 15 odonymes recensés à La Vieille-Loye au 23 novembre 2013    | 15 odonymes recensés à La Vieille-Loye au 23 novembre 2013 | 15 odonymes recensés à La Vieille-Loye au 23 novembre 2013 | 15 odonymes recensés à La Vieille-Loye au 23 novembre 2013 | 15 odonymes recensés à La Vieille-Loye au 23 novembre 2013 | 15 odonymes recensés à La Vieille-Loye au 23 novembre 2013 | 15 odonymes recensés à La Vieille-Loye au 23 novembre 2013 | 15 odonymes recensés à La Vieille-Loye au 23 novembre 2013 | 15 odonymes recensés à La Vieille-Loye au 23 novembre 2013 | 15 odonymes recensés à La Vieille-Loye au 23 novembre 2013 | 15 odonymes recensés à La Vieille-Loye au 23 novembre 2013 | 15 odonymes recensés à La Vieille-Loye au 23 novembre 2013 | 15 odonymes recensés à La Vieille-Loye au 23 novembre 2013 | 15 odonymes recensés à La Vieille-Loye au 23 novembre 2013 | 15 odonymes recensés à La Vieille-Loye au 23 novembre 2013 | 15 odonymes recensés à La Vieille-Loye au 23 novembre 2013 |
| Allée                                                         | Avenue                                                     | Bld                                                        | Chemin                                                     | Cours                                                      | Impasse                                                    | Montée                                                     | Passage                                                    | Place                                                      | Quai                                                       | Rd-point                                                   | Route                                                      | Rue                                                        | Ruelle                                                     | Autres                                                     | Total                                                      |
| ------------------------------------------------------------- | ---------------------------------------------------------- | ---------------------------------------------------------- | ---------------------------------------------------------- | ---------------------------------------------------------- | ---------------------------------------------------------- | ---------------------------------------------------------- | ---------------------------------------------------------- | ---------------------------------------------------------- | ---------------------------------------------------------- | ---------------------------------------------------------- | ---------------------------------------------------------- | ---------------------------------------------------------- | ---------------------------------------------------------- | ---------------------------------------------------------- | ---------------------------------------------------------- |
| 0                                                             | 0                                                          | 0                                                          | 1                                                          | 0                                                          | 2                                                          | 0                                                          | 0                                                          | 1                                                          | 0                                                          | 0                                                          | 0                                                          | 10                                                         | 0                                                          | 1                                                          | 15                                                         |
| Notes « N »                                                   |                                                            |                                                            |                                                            |                                                            |                                                            |                                                            |                                                            |                                                            |                                                            |                                                            |                                                            |                                                            |                                                            |                                                            |                                                            |
| Sources : rue-ville.info & OpenStreetMap & FNACA-GAJE du Jura |                                                            |                                                            |                                                            |                                                            |                                                            |                                                            |                                                            |                                                            |                                                            |                                                            |                                                            |                                                            |                                                            |                                                            |                                                            |

### Édifices
- La forêt de Chaux, deuxième forêt française de feuillus après la forêt d'Orléans, par la superficie, à l'époque de Royaume de France, avec vingt mille hectares.
- Ancienne verrerie de La Vieille-Loye, en activité entre 1295 à 1931, qui a créé et fabriqué entre autres les clavelins du vin jaune du vignoble du Jura.
- Les baraques bûcheronnes no 14, dites baraques du 14, inscrites aux Monuments historiques depuis le 20 juin 1986[19], site musée d'une des nombreuses anciennes communautés de bûcherons-charbonniers de la forêt de Chaux.
- La statue de la vierge, à l'intérieur de la fontaine.

Ancienne verrerie de La Vieille-Loye
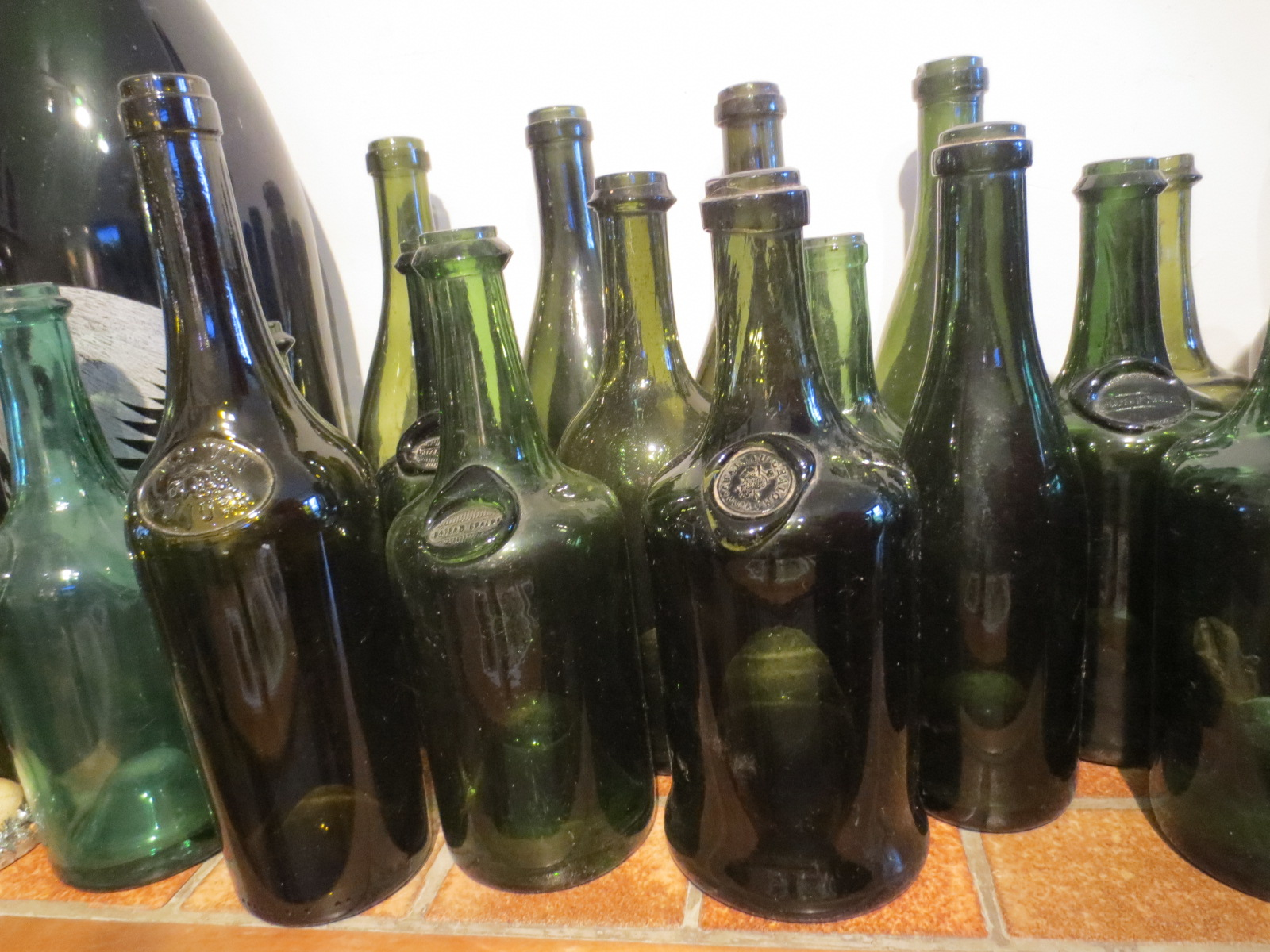
Anciennes bouteilles et clavelins estampillés du vignoble du Jura
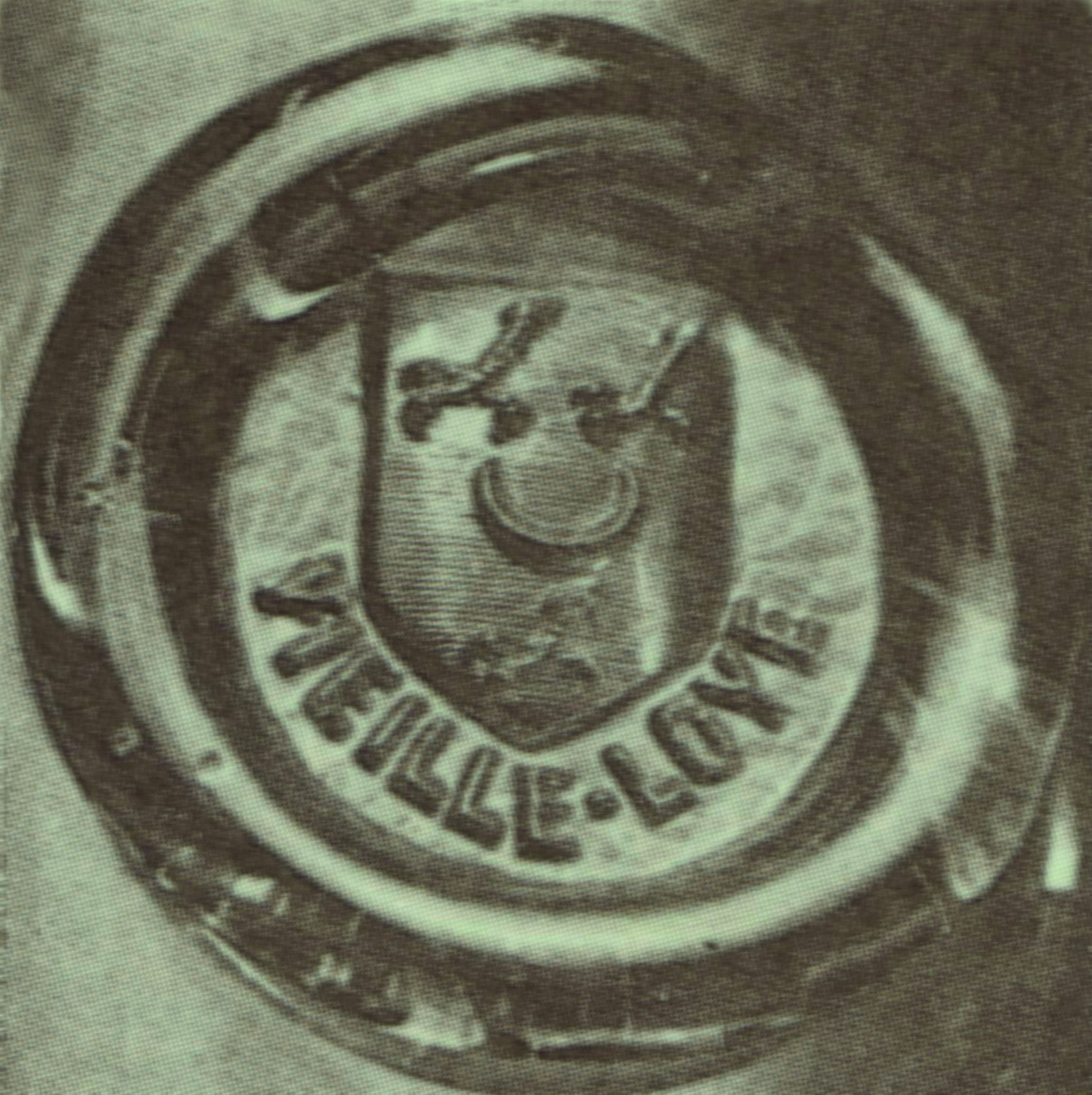
Cachet du verrier Duraquet, 1630
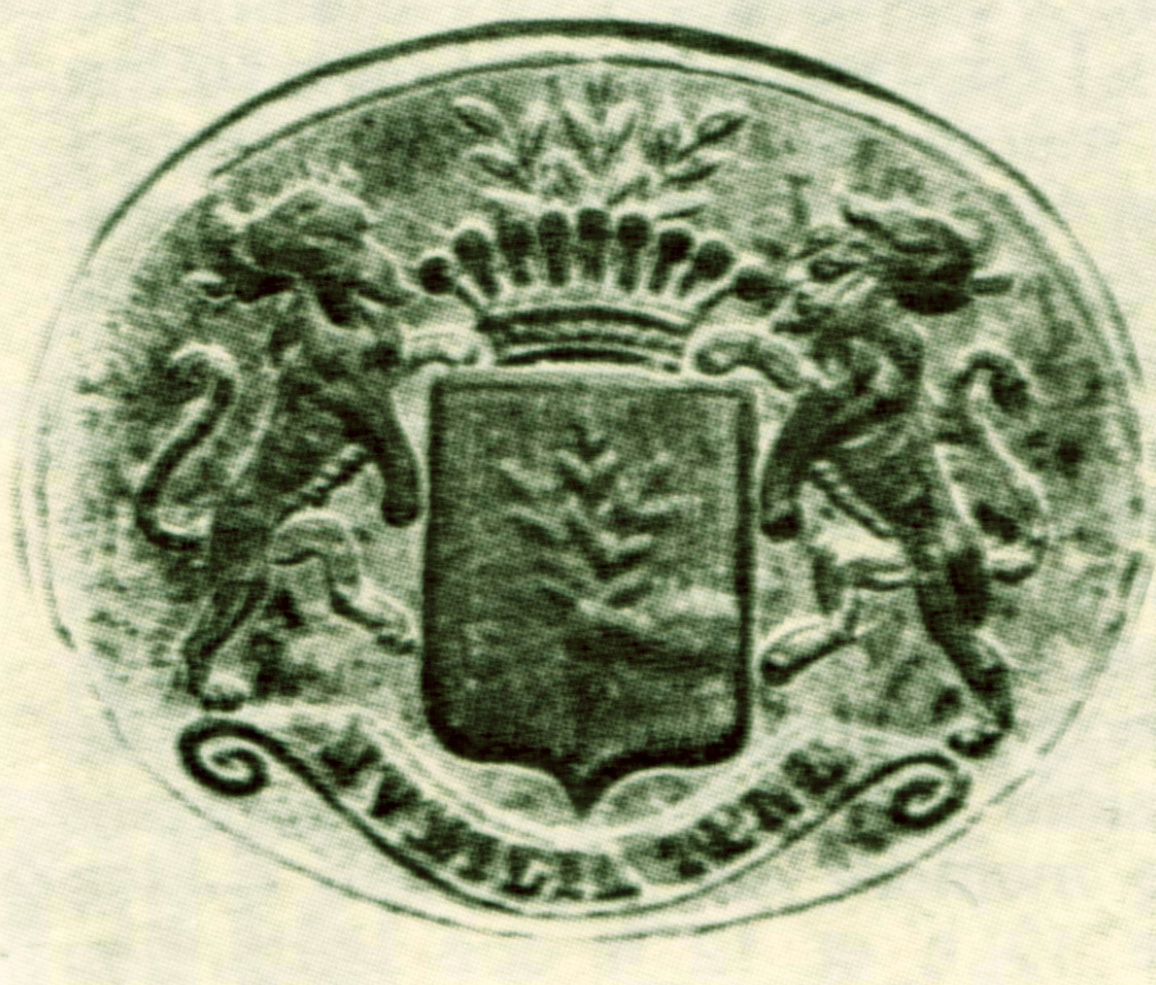
Cachet du verrier Tinseau, 1880
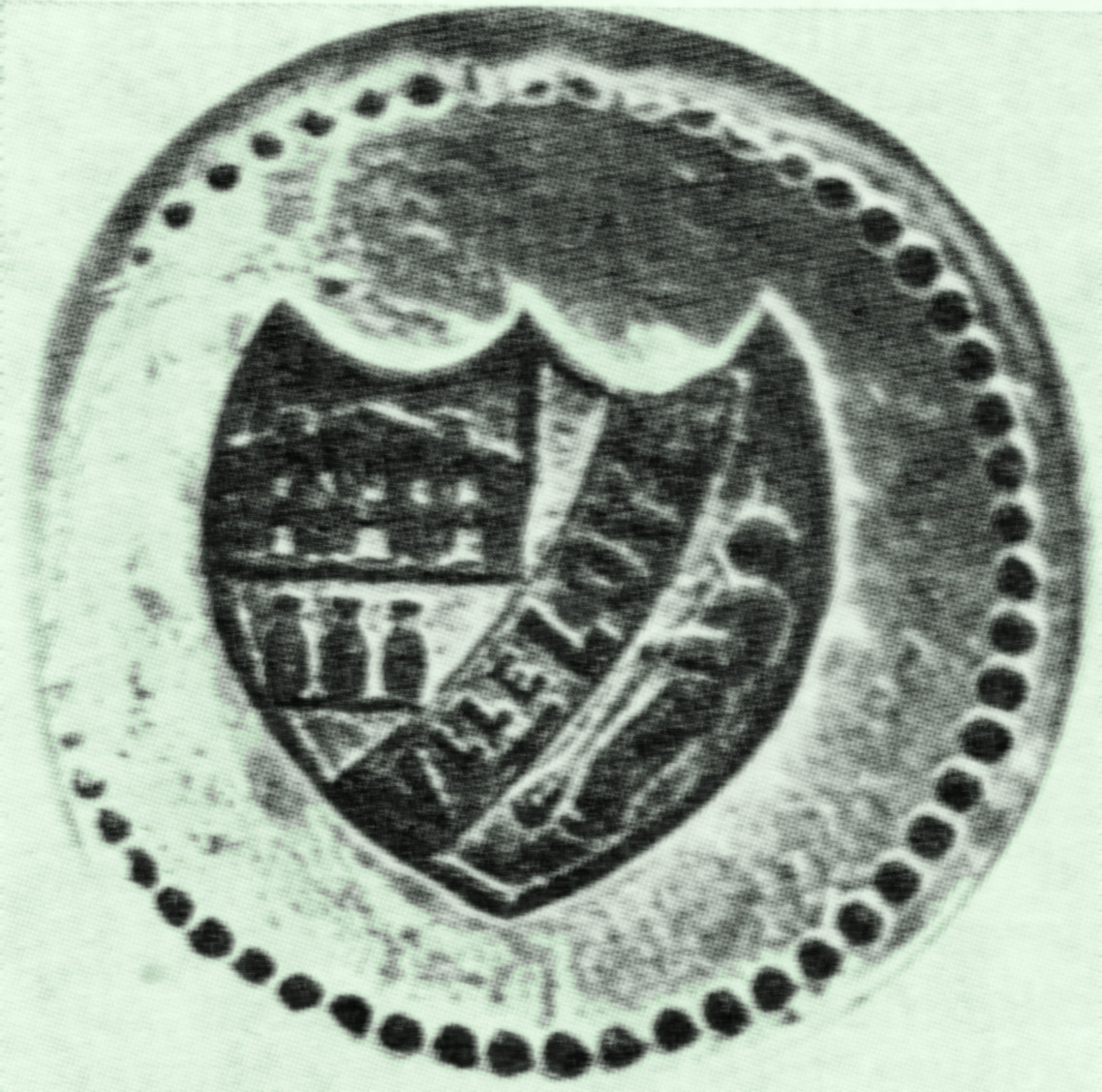
Cachet représentant un souffleur et un four à recuite, fin XIXe siècle

### Personnalités liées à la commune
- Bernard Clavel (1923-2010), voir forêt de Chaux dans la littérature.

### Héraldique
| Blason de La Vieille-Loye | Blason  | De sinople à trois cannes de verrier à l'embouchure de chacune desquelles est fixé un clavelin, le tout d'argent, posées l'une en pal et les deux autres, renversées, en sautoir, toutes trois feuillées de deux pièces sous le manche, celle en pal de chêne, celle en bande de hêtre et celle en barre de charme ; à l’étoile à six rais anglée d'autant de rais flamboyants, le tout d'or liseré de même, brochante en cœur. DeviseDe la matière à la lumière |
| Blason de La Vieille-Loye | Détails | Son créateur, Nicolas Vernot, l'explique ainsi : L’étoile à douze branches au centre d’un écu vert symbolise cette clairière lumineuse qui est à l’origine du village et qui en fait aujourd’hui encore toute l’originalité (La Vieille-Loye est un des seuls villages de France à se trouver intégralement dans une clairière). Les feuilles de chêne, de charme et de hêtre figurent les trois essences dominantes. La Vieille-Loye abrite les bâtiments d’une des plus anciennes verreries de France, réputée dans tout le pays et même au-delà pour la qualité de ses produits et notamment ses bouteilles qui permirent, en Franche-Comté, la conservation du vin du Jura. Le statut officiel du blason reste à déterminer. |